# Liste der Bodendenkmale in Werda
In der Liste der Bodendenkmale in Werda sind die Bodendenkmale der Gemeinde Werda und ihrer Ortsteile nach dem Stand der Auflistung von Volkmar Geupel aus dem Jahr 1983 aufgelistet. Eventuelle Änderungen und Ergänzungen, insbesondere aus der Zeit nach der Wende, sind nicht berücksichtigt, da für Sachsen aktuell keine neueren allgemein zugänglichen Bodendenkmallisten vorliegen. Die Baudenkmale sind in der Liste der Kulturdenkmale in Werda aufgeführt.
| Denkmal-ID | Fundart            | Ortsteil | Bezeichnung                                | Zeitstellung | Lage                                       | Bemerkungen | Bild |
| ---------- | ------------------ | -------- | ------------------------------------------ | ------------ | ------------------------------------------ | --- | ---- |
| ?          | Befestigung > Burg | Werda    | Wasserburg „Wol“, „Doppelzaun“, „Zwiezaun“ | Mittelalter  | nördlicher Ortsteil, nordwestlich des Guts | Niederungsburg, teilweise überbaut, ursprünglich umlaufender Graben von Nordwesten über Westen nach Südwesten erhalten, Reste des Außenwalls im Westen erhalten, Schutz seit 15. März 1957 |      |